# Mirage III
Mirage III („Мираж“ III) е свръхзвуков изтребител проектиран от Dassault Aviation по изискване на военно въздушните сили на Франция през 50-те години на двадесети век. През годините на експлоатация самолетът е произвеждан не само във Франция, но и в други страни по лиценз. Появата и участието на Mirage III по време на няколко локални войни го утвърждава, като един от най-успешните изтребители в авиационната история. Самолета и неговите модификации се използват в десетки страни, като някои от по-малките военновъздушни сили по света все още имат на въоръжение Mirage III или негови варианти.

## Разработка
wordiQ, Dassault Aviation, vectorsite.net, Air Warfare.
През 1952 г. френските военни започват проучвания, които през 1953 г. водят до определянето на спецификация за лек прехващач, който да може да се използва при всякакви метеорологични условия, да е способен да се издига до височина от 18 000 m за шест минути и да достига скорост от Мах 1,3 в полет.
Dassault се включва със своя вариант Mystère-Delta 550 като предложение на поставените изисквания. Самолетът е със сравнително малки размери (само 11,1 m дължина) и е оборудван с два двигателя Armstrong Siddeley MD30R Viper, всеки с форсажна тяга от 9,61 kN (980 kgf). За постигане на по-голямо ускорение, в допъление, е наличен ракетен двигател с течно гориво, който осигурява допълнителна тяга от 14,7 kN (1499 kgf). Използвано е делта крило с 60° стреловидност при атакуващия ръб. Използването обаче на делта крило води след себе си някои недостатъци – по-дълъг разбег при излитане, тъй като при използване флапероните притискат носа надолу; висока скорост при кацане; ограничена маневреност. Въпреки това, делта крилото е с опростен дизайн, здраво и лесно за построяване, дава възможност за постигане на висока скорост по права линия, както и повече място в крилото за съхранение на гориво.
Първият прототип на Mystère-Delta, който се отличава с големия си вертикален стабилизатор, оборудван с двигатели без форсаж и без ракетен двигател, се издига за първи път на 25 юни 1955 г., пилотиран от пилота Roland Glavany. В тази конфигурация самолета постига максимална скорост от Мах 0,95 при вертикално спускане към земята. След допълнителна работа по намаляване размера на вертикалния стабилизатор, монтаж на форсажните камери и ракетния двигател, прототипът е преименуван Mirage I и в края на 1955 г. постига скорост по права линия от Мах 1,3 в хоризонтален полет, без ракетен двигател, и Мах 1,6 с ракетен двигател. Въпреки постигнатите резултати обаче, малките размери на Mirage I позволяват той да носи само една ракета въздух-въздух, като дори се изразяват съмнения дали изобщо самолетът ще може да носи полезен товар в боен вариант. След серия от изпитания, прототипът на „първият Mirage“ е изоставен. Така Dassault започва работа по прототип с по-големи габарити, Mirage II, оборудван с два турбореактивни двигателя Turbomeca Gabizo. Тази конфигурация обаче така и не се построява. Mirage II е изоставен за сметка на много по-амбициозен дизайн, който е с 30% по-тежък от Mirage I оборудван с новия турбореактивен двигател SNECMA Atar с форсажна тяга от 43,2 kN (4405 kgf). Atar е двигател, който е създаден на база технологията на немския BMW 003 от Втората световна война. Новият дизайн на изтребителя получава името Mirage III. Той включва нова концепция за намаляване на ударните вълни, които се получават в определени части от тялото и крилата на самолета, вследствие на завихрянето на въздушния поток при около-звукови скорости (от Мах 0,8 до 1,2). Този ефект се постига чрез плавно и бавно изменение на напречното сечение на тялото на самолета (включително крилата) спрямо въздушния поток. Прототипът Mirage III полита на 17 ноември 1956 г., и достига скорост от Мах 1,52 при седмия си полет. Прототипът е оборудван с ракетен двигател с течно гориво и ръчно управляеми полуконуси на входа на въздухозаборниците, които се преместват напред с увеличаване на скоростта, което води до намаляване на входната турбуленция. Mirage III постига скорост от Мах 1,8 през септември 1957 г.
Успехът на прототипа на Mirage III довежда до поръчка на 10 броя пред-производствени самолета с означението Mirage IIIA. Те са почти 2 m по-дълги от прототипа, а крилото е със 17,3% по-голяма площ, добавен е двигател Atar 09B с форсажна тяга от 58,9 kN (6006 kgf). Ракетният двигател с течно гориво е запазен и самолетите са оборудвани с радар Thompson-CSF Cyrano Ibis, предназначен за въздушни прехвати, оперативна авионика и спирачен парашут за съкращаване на пробега при кацане. Първият Мираж IIIA полита май 1958 г. и записва постижение за скорост от Мах 2,2, което го прави първият европейски самолет, който минава бариерата от Мах 2 в хоризонтален полет. Десетият IIIA е произведен през декември 1959 г. Единият е снабден с двигател Rolls-Royce Avon 67 с тяга от 71.1 kN (7250 kgf), като част от тест за оценка на австралийските военно въздушни сили, с името „Mirage IIIO“. Този вариант лети през февруари 1961 г., но силовата установка Avon не е приета.

### В производство[1]
Първият голям производствен модел от серията „Mirage“ е Mirage IIIC. Първият полет е през октомври 1960 г. IIIC е до голяма степен подобен на IIIA, с малко под 0,5 m по-дълъг и напълно оборудван за оперативна употреба. IIIC е едноместен изтребител-прехващач, с турбореактивен двигател Atar 09B, със сопло с променлива геометрия за извеждане на отработените газове. Mirage IIIC е въоръжен с две оръдия, револверен тип, 30 mm DEFA, монтирани в коремната част, с дула под въздухозаборниците. Първите производствени Mirage IIIC разполагат с по три пилона за окачване на външен товар, един под тялото на самолета и по един под всяко крило. Скоро обаче са добавени по още един пилон към всяко крило, като общия брой става пет. Най-външният пилон е предназначен за окачване на ракета Sidewinder „въздух-въздух“, по-късно заменена с Matra Magic. Въпреки че възможността за използване на ракетен двигател се запазва, когато изтребителя постъпва на въоръжение, времето на височинните бомбардировачи започва да отминава и ракетният двигател намира приложение много рядко или на практика никога не постъпва на въоръжение. Мястото за ракетния двигател се използва за допълнително гориво. 95 Mirage IIIC са получени от военно въздушните сили на Франция, с начална доставка през юли 1961 година. Mirage IIIC остават на въоръжение до 1988 г.

## Варианти[1],[3]
Airforceworld.com
Mirage IIIA
- първи сериен прототип

Mirage IIIC
- първи сериен изтребител, който постъпва на въоръжение във френските ВВС

Mirage IIIB
- първият учебно-боен вариант, двуместна версия без инсталиран радар и без възможност за използване на ракетен ускорител. Премахнати са и оръдията, оставени са външните пилони за окачване на товар. Един Mirage IIIB е използван при тестовете на електронната система за управление на Mirage 2000. Френските ВВС поръчват 63 Mirage IIIB.

Mirage IIIE
- Докато Mirage IIIC е пускан в производство, Dassault обмисля многоцелеви/ударен вариант на самолета, който в крайна сметка се материализира като Mirage IIIE. Първият от три прототипа лети на 1 април 1961 г. IIIE се отличава от IIIC външно по удълженото тяло с цел да се увеличи мястото за допълнителната авионика, която се монтира зад кабината на пилота. Уголемяването на тялото дава възможност да се увеличи и горивният запас, тъй като Mirage IIIC има доста ограничен радиус. IIIE е оборудван с радар Thompson-CSF Cyrano II, който работи в двоен режим – въздух-въздух/въздух-земя, приемник за предупреждение от облъчване на радар със система от антени монтирани във вертикалния стабилизатор и двигател Atar 09C с доработено сопло с променлива геометрия за извеждане на отработените газове. Първият сериен Mirage IIIE е доставен на френските ВВС през януари 1964 г., както общият брой дотига 192. Общо произведените Mirage IIIE, включително тези за износ, са 523 самолета.

Mirage IIIR
- Редица разузнавателни варианти са построени под общото означение Mirage IIIR. Тези самолети са базирани на Mirage IIIE компановката, Mirage IIIC авионика, до пет камери монтирани в носовата част, без монтиран радар, запазени са двете оръдия DEFA и външните пилони. Френските ВВС получават 50Mirage IIIR.

Mirage IIID
- двуместен учебно-боен вариант на Mirage IIIE

Mirage IIICJ
- вариант за Израел

Mirage IIICZ
- вариант за Южна Африка

Mirage IIIS
- вариант за Швейцария, строен по лиценз

Mirage IIIO
- вариант за Австралия, строен по лиценз

Mirage IIIX
- предложена подобрена модификация, която включва добавени предни хоризонтални плоскости (тип „патица“), електро-дистанционна система за управление, подобрена авионика и нов двигател

Mirage 5
- Следващият основен вариант на семейството „Mirage“ е Mirage 5. Той се появява в резултат на искане от израелските военновъздушни сили към Dassault. Тъй като времето над Близкия изток е ясно и слънчево през по-голямата част от годината, израелците предлагат да се премахне авиониката, която се съхранява зад пилотската кабина на стандартен Mirage IIIE, с цел намаляване на разходите и поддръжката, а освободеното пространство да се използва за допълнително гориво. През септември 1966 г. израелците правят заявка за 50 броя от новите самолети. Първият Mirage 5 полита през 1967 г. Характерно при него, в сравнение с Mirage III, е по-издължената носова част и преместване на тръбата на Пито под носа на самолета. Броя външни пилони е увеличен до 7, запазени са двете оръдия, премахната е нацяло възможността за използване на ракетен ускорител. Вследствие обаче на поставено ембарго от Франция през 1967 г., 50-те Mirage 5 така и не стигат до Израел. Вариантът, който се приема на въоръжение във френските ВВС, носи името Mirage 5F.

Nesher
- Вследствие на отказа на Франция да достави Mirage 5 на Израел, израелците решават да създадат свое копие на самолета, който приема името Nesher („Орел“). Самолетът е оборудван с израелска авионика, катапултно кресло Martin-Baker, ракета за близък бой с топлинно насочване Shafir. В периода 1978 – 1982 г. част от тези самолети са продадени на Аржентина под името Dagger-A и Dagger-B съответно за едноместната и двуместната версия. Впоследствие Израел създава и подобрена версия на Nesher – Kfir.

Mirage 50
- Подобрена версия, използваща двигател Atar 09K-50 с тяга на форсаж от 70,6 kN (7199 kgf), нова авионика – радар Cyrano IV. Mirage 50 не постига търговския успех на предшествениците си. Единствения клиент е Чили, а Бразилия получава ъпгрейд на своите Mirage IIIE и Mirage 5 до Mirage 50.

## Характеристики (Mirage IIIE)
- Дължина: 15 m
- Размах на крилете: 8,22 m
- Височина: 4,5 m
- Площ на крилото: 34,85 m²
- Тегло, празен: 7050 kg
- Максимално тегло при излитане: 13 500 kg
- Силова установка: един турбореактивен SNECMA Atar 09C
- Тяга: 60,8 kN (6199 kgf) на форсаж
- Максимална скорост: 2350 km/h
- Далечина на полета: 2400 km
- Практически таван: 17 000 m
- Скороподемност: 5000 m/min
- Натоварване на крилото: 387 kg/m²

### Въоръжение
- 2 оръдия 30 mm DEFA 552, всяко със запас от 125 снаряда
- 5 външни точки за оказване на товар с тегло до 4000 kg общо. Въоръжението на първоначалната версия на прехващача е 1 ракета Matra R530 и 2 ракети за близък бой AIM-9 Sidewinder, които впоследствие са заменени с Matra Magic. Въоръжението въздух-земя включва свободно падащи бомби, Matra JL-100 комбинация от външен резервоар 250 L и 19 неуправлеми реактивни снаряда SNEB 68 mm. Някои варианти могат да носят и противокорабната ракета AM-39 Exocet. Самолетите на въоръжение във френските ВВС до 1991 г. имат възможност за носене на ядрена бомба AN-52.

## Оператори
След успехите на израелските ВВС, въоръжени с Mirage IIICJ, срещу сирийски изтребители МиГ-17 и МиГ-21, което води до категорична победа над Сирия, Египет и Йордания по време на Шест дневната война от юни 1967 г., репутацията на Mirage III значително се увеличава. Образът на „доказан в бой“ и сравнително ниската цена го прави популярен, което води до износ за други страни.
Голям брой Mirage IIIE са построени за износ и закупени в малки количества от Аржентина, Бразилия, Ливан, Пакистан, Южна Африка, Испания и Венецуела, със списък наименования на подварианти, с малки промени в оборудването. Dassault се отзовава на исканията на клиентите си и отразява промените в оборудването, годни за техните нужди и бюджет. Пакистанските Mirage 5PA3, например, са снабдени с Thompson-CSF Agave радар с възможност за насочване на противокорабни ракети Exocet.